# Prophecy Productions
Prophecy Productions es un sello discográfico de Wittlich, Alemania, centrada en artistas de metal gótico. El primer lanzamiento de Prophecy Productions fue en 1996 con el álbum de doom metal A Wintersunset… de Empyrium. La discográfica ha firmado muchos contratos con artista bien conocidos de metal gótico, post-black metal, darkwave y doom metal, como Alcest, Bethlehem, Falkenbach, Lifelover o The 3rd and the Mortal.
Prophecy Productions tiene dos sub-discográficas; Auerbach Tonträger y Lupus Lounge, que ha lanzado álbumes de Sol Invictus y Xasthur.

## Bandas
A continuación, una lista de bandas que ha grabado para Prophecy Productions:
| - Agalloch - Alcest - Antimatter - Amber Asylum - Arcturus - Betlehem - Canaan - Crowhurst - Dark Suns - Darkher - Dark Wood - Deine Lakaien | - Dool - Dornenreich - Disillusion - Elend - Empyrium - Falkenbach - Farsot - GlerAkur - Green Carnation - Helrunar - Hexvessel - Illudium | - In the Woods... - Iron Mountain - Katla. - Kayo Dot - Klimt 1918 - Lifelover - Lantlôs - Laster - Nachtmystium - Novembers Doom - Silencer - The 3rd and the Mortal |